# Adam the First
Adam the First (bra: Adam Primeiro) é um filme de 2024 dirigido por Irving Franco. Foi lançado pela Nova Vento Entertainment em cinemas selecionados nos Estados Unidos em 14 de fevereiro de 2024, e em 14 de maio de 2024 via streaming pela Electric Entertainment. No Brasil, foi lançado pela Elite Filmes nas plataformas digitais em 7 de agosto de 2025.

## Sinopse
Um garoto de 14 anos decide percorrer o país em busca do seu pai.

## Elenco
- David Duchovny - James
- Oakes Fegley - Adam
- T.R. Knight - Jacob Jr.
- Larry Pine - Jacob #3
- Billy Slaughter - o caçador de recompensas
- Jason Dowies - Jacob Watterson #2
- Eric Hanson - Jacob #1

## Recepção
No site agregador de críticas Rotten Tomatoes, 100% das 9 avaliações dos críticos são positivas, com uma classificação média de 7,2/10.
No Film Threat, Allan Ng avaliou com 7,5/10 de sua nota dizendo que o filme "explora o que significa ser uma família da perspectiva de alguém de fora que deseja desesperadamente encontrar a verdade." No Common Sense Media, Jeffrey M. Anderson avaliou com 3/5 de sua nota dizendo que "freqüentemente parecendo um pouco superficial ou subscrito (e às vezes até exasperante), este drama é, no entanto, mantido por sua seriedade inegável e desempenho comovente".